# Светогорск
Светогорск (рус. Светогорск), до 1948. Енсо (рус. Энсо; фин. Enso) град је на северозападу европског дела Руске Федерације. Налази се у северозападном делу Лењинградске области, на подручју Виборшког рејона. Један је од значајнијих граничних прелаза између Русије и Финске.
Према проценама националне статистичке службе за 2015. у граду је живело 15.827 становника.

## Географија
Град Светогорск се налази на десној обали реке Вуоксе, у северном делу Карелијске превлаке, на око 188 km северозападно од Санкт Петербурга. Најближе градско насеље му је финска Иматра која се налази на свега 12 km западније. Најсеверније је то градско насеље Лењинградске области.
Гранични прелаз са Финском Иматра-Светогорск који се налази око једног километра северозападно од градског средишта, отворен је 1947. године.

## Историја
Насеље је 1887. године основао фински племић и индустријалац барон Ади Стандершелд (1855—1935) који је на том подручју купио око 16 хектара земље. Барон је на свом земљишту отворио фабрику за производњу целулозе, а убрзо је око фабрике основано и насеље чији становници су били запослени у истој. Новоосновано насеље добило је име Енсо (фин. Enso, „првенац”). С временом фабрика је проширила своју делатност и на производњу картона и папира и за кратко време је постала једна од највећих фабрика за производњу папира у тадашњој Финској.
Сходно одредбама Московског мира потписаног 13. марта 1940, а којим је окончан Зимски рат, највећи део дотадашње Виборшке губерније потпао је под власт Совјетског Савеза. Иако је према одредбама мировног споразума Енсо требало да припадне Финској, совјетска Црвена армија је пар дана касније, 20. марта упала у град и инкорпорирала га у свој састав. Све до рата Енсо је био део општине Јаски.
Током трајања тзв Настављеног рата насеље је било под опсадом финске армије од 21. августа 1941. до 24. септембра 1944. године када је коначно враћено у састав Совјетског Савеза.
У складу са политиком русификације топонимије на подручју Карелијске превлаке насеље Енсо је 1948. године преименовано у Светогорск, а исте године додељен му је и административни статус званичног града. Три године касније и фабрика „Енсо” је преименована у Светогорски комбинат целулозе и папира. Модерна фабрика за производњу папира у Светогорску је највећи привредни ибјекат у граду и уједно једна од највећих фабрика тог типа у целој земљи.

## Становништво
Према подацима са пописа становништва 2010. у граду је живео 15.981 становник, док је према проценама националне статистичке службе за 2015. град имао 15.827 становника.
| 1939. | 1959.  | 1970. | 1979.  | 1989.  | 2002.  | 2010.  | 2015.  |
| ----- | ------ | ----- | ------ | ------ | ------ | ------ | ------ |
| ---   | 10.448 | 9.623 | 12.990 | 15.594 | 15.698 | 15.981 | 15.827 |

По броју становника Светогорск се 2014. налазио на 766. месту међу 1.100 градова Руске Федерације.

## Привреда
Недалеко од града на реци Вуокси налази се Светогорска хидроелектрана капацитета 554,6 kW·h електричне енергије.

## Партнерски градови
Град Светогорск има потписане уговоре о партнерству и сарадњи са следећим градовима:
- Иматра, Финска